# Жихіно (Бежецький район)
Жихіно (рос. Жихино) — присілок в Бежецькому районі Тверської області Російської Федерації.
Населення становить 0 осіб. Входить до складу муніципального утворення Сукроменське сільське поселення.

## Історія
Від 2005 року входить до складу муніципального утворення Сукроменське сільське поселення.

## Населення
| 2008 | 2010 |
| ---- | ---- |
| 0    | →0   |